# Allez Mama
Allez Mama was een Nederlandse zydecoband.
Deze Utrechtse band heeft vijf Nederlandstalige studioalbums, en één livealbum uitgebracht en speelde van 1995 to 2007 liveoptredens door Nederland en België. Naast de gebruikelijke kleine zalen en feesttenten was Allez Mama ook te vinden op de grotere festivals, zoals Oerol (Terschelling), ZydecoZity (Raamsdonksveer), Zydeco At Sea (Ameland), Jazz Breda (Breda), de Amsterdamse Uitmarkt en de Bevrijdingsfestivals).

## Biografie
De band begon in 1994 met optreden, waarna in 1995 de cd Hunkeren werd uitgebracht op het KOCH-label. In 1995 had de groep direct een hit met de tex-mex-polka Je Liegt Dat Je Barst. Dit nummer bleek later de rode draad van het succes van de band, waardoor ze veel radio- en televisieoptredens kreeg aangeboden, ander andere bij Veronica, RTL 4, en de NPS. Ook werden er in deze periode wat liveoptredens gespeeld in België (onder andere op Folk Dranouter).
Hunkeren met onder andere de cover That Was Your Mother van Paul Simon, werd een jaar later al opgevolgd door het meer ingetogen roots album Zi Zo Zydeco. Op deze cd werd Allez Mama op saxofoon bijgestaan door de Amerikaanse saxofonist Frank Savoy, die ook op rubboard te horen is in het nummer "Leg daar maar neer".
In 1998 verscheen onder het SKY-label de concept-cd Indiaan In De Stad waarop de single Doetsenut te horen is. Hiervan verscheen in 1999 de eerste videoclip van de band, geproduceerd door Huub Kop.
In 2001 verscheen het studioalbum De Dubbele kick. Het is vernoemd naar de Zydeco-term Double Clutchin' Zydeco, wat staat voor een ruigere, meer rockgeoriënteerde muziekstijl. Deze cd kreeg in muziekkrant OOR een uitstekende recensie, geschreven door Herman van der Horst. Van het album verscheen de videoclip Wereldbeat Zydeco De promotie van het album ging langs het Nederlandse clubcircuit en regionale tv-zenders, en kwam in het NPS-programma Raymann is Laat.
Op 23 december 2007 gaf Allez Mama een afscheidsoptreden voor ongeveer 100 vaste fans en 50 genodigden in de Swamp Music Studio in Raamsdonk. Van dit optreden is de cd Route Barrée uitgebracht onder het label van de studio, Swamp Records.
Na het verschijnen van Route Barrée nam de band noodgedwongen een pauze in van vijf jaar, en werd er afscheid genomen van bassist Derk Korpershoek. Laroux heeft zich na een lange rustperiode meer verdiept in de folkmuziek, Van Emmerik heeft zijn eigen High Energy Zydeco-band Zydegonutz opgezet, en De Frankrijker heeft zich gestort op een studie diergeneeskunde.
De hiaat eindigde in 2012, toen de band een nieuwe bassist rekruteerde. Erik van Es. Half 2012 kwamen Laroux, Stavenuiter, Van Emmerik, Van Es en De Frankrijker weer bij elkaar in de repetitieruimte. Fris uitgerust en met Van Es als nieuw bloed, werd het oude materiaal weer opgepikt en aangevuld met nieuwe nummers en Zydeco-bewerkingen van klassieke popsongs. Door Van Es kregen de vocalen meer aandacht, en in jamsessies werd meer akoestisch materiaal verkend.
Pas in het voorjaar van 2013 ging de band opnieuw de Silvox Studio in, waar Lagniappe, het zesde studioalbum werd opgenomen. Met dit album gaf Allez Mama de zydeco een tintje van folk en soul mee. Het album kreeg uitstekende recensies, onder andere op New Folk Sounds.
Vanaf 2015 trad de band alleen nog maar op op speciale gelegenheden. Op 16 mei 2022 kwam er een abrupt einde aan Allez Mama door het overlijden van Lenny Laroux. 

## Muziekstijl
Hoewel de Cajun & Zydeco een traditionele stijl is met een eigen geluid en een eigen idioom, heeft Allez Mama, door de jaren heen een onmiskenbare eigen zydeco-stijl ontwikkeld.
Voor een livepubliek staat Allez Mama er om de zaal aan het dansen te krijgen. Mede daarom bestaat het live-repertoire vaak uit de voor de Zydeco zo kenmerkende polka's, aangevuld met andere nummers met een dansbaar ritme of een sterke drive. Op de cd's zijn echter tussen deze danskrakers veel ingetogen nummers te horen. Daaruit spreekt de meer ernstige, beschouwende kant van frontman Lenny Laroux. Zo is het nummer Eenzaamheid van de cd De Dubbele Kick een ballad die de onpersoonlijkheid van de huidige maatschappij aan de kaak stelt. In het nummer Grand Bayou van de cd Zi Zo Zydeco verhaalt Laroux van een verlangen naar een eenvoudiger wereld waarin de mens veel meer zichzelf kan zijn.
Hét kenmerk van Allez Mama is altijd de Nederlandse taal geweest. Hoewel er in Nederland regelmatig Zydeco-bands te zien zijn geweest, is Allez Mama de enige geweest die uitsluitend in het Nederlands werkt. (Hoewel, af en toe is er ook een traditional Frans nummer te horen, zoals het nummer Tout Le Soir op het derde album.) Een ander, belangrijk kenmerk van de band kwam in 1996 in de vorm van de unieke gitaarstijl van Dikkie van der Woerdt. Deze Amsterdamse gitarist bracht de band een blues-gevoel met een duidelijk Afrikaanse stijl van spelen. De synthese van Zydeco, blues, rock en deze Afrikaanse invloeden hebben geleid tot een muziekstijl die van de band zelf de naam "Wereldbeat Zydeco" heeft gekregen.
Door de albums heen hebben de rock en de blues steeds meer een plaats gevonden bij Allez Mama. Dit komt onder andere door de toetreding van Ad van Emmerik tot de band in 2005. Deze multi-instrumentalist bracht zowel live als op cd de blues mee in de vorm van de bluesharp, een mondharmonica die, gespeeld door een Shure 520 Green Bullet-microfoon en Fender gitaarversterker, een rauw, scheurend geluid krijgt. Ook drummer M. "Baaf" Stavenuiter heeft zich, door de jaren heen, steeds meer een rock-geluid aangemeten. Op de cd De Dubbele Kick is deze ruigere zydeco-stijl goed te horen in het nummer Weet Je Nog Waar Je Was.

## Discografie
- 1995: Hunkeren
- 1996: Zi zo zydeco
- 1998: Indiaan in de stad
- 2001: De dubbele kick
- 2008: Route Barrée
- 2013: Lagniappe

## Bezettingen
Allez Mama heeft in de loop der tijd een aantal wijzigingen in de bezetting gehad. Alleen frontman Laroux (Ben van der Tier) en drummer M. Baaf Stavenuiter behoren tot de onveranderlijke basis.
Op de bas hebben gespeeld: Fred Floss (1993-1994), Jasper de Beer (1994-1995), Arnoud Faber (1996-2000) en Derk Korpershoek (2000-2007). Gitaar is er achtereenvolgens gespeeld door "Swampie Dennie" van Belzen (1993-1995) en Dikkie van der Woerdt (1996-2005). 
De laatste bandbezetting is:
- Lenny Laroux: accordeon, trekzak, percussie en zang
- M. "Baaf" Stavenuiter: drums, percussie en zang
- Peter de Frankrijker: gitaar, mandoline en zang
- Erik van Es: bas, percussie en zang
- Ad van Emmerik: mondharmonica, mandoline, triangel en rubboard